# Euphalerus vittatus
Euphalerus vittatus är en insektsart som beskrevs av Crawford 1912. Euphalerus vittatus ingår i släktet Euphalerus och familjen rundbladloppor. Inga underarter finns listade i Catalogue of Life.